# シンディー・コックス
シンディー・コックス（Sindee Coxx、ニューヨーク州ロングアイランド出身、1970年6月21日）は、アメリカ合衆国の元ポルノ女優。

## 来歴
ロングアイランドの印刷工場で植字工として働いていたが、リッチ・ロバーツ（ポルノ俳優、本名：ロバート・バンクス）と結婚し1989年にカリフォルニアへ転居した。オレンジカウンティのトップレスバーで働きながら、1993年に初出演を果たしポルノ女優へ転身した。初期は女性同士のセックスシーンへの出演に限定したため、「スロー・スターター」とされた。徐々に男性との絡みも演ずるようになったが、アナルセックスのシーンを行わない女優として知られている。
2000年5月1日、バリー・ウッド（ポルノ俳優）と再婚する。

## 出演作の一部
- 1995年：『セックス・マシーン』
- 1995年：『キャンディーガール』
- 1995年：『フロリダ州立 名門巨乳女学院』
- 1995年：『ミス・ジョーンズの背徳'95／地獄』

## 受賞
- 1996年：XRCO アンサング・サイレン(Unsung siren)賞 [2]
- 2002年：AVN　ベスト・オール・ガール・セックスシーン賞－ビデオ部門（クロエ、タイラー・St・クレア、フェリシアと）[3]